# Beechcraft C-12
Die Beechcraft C-12 Huron ist die militärische Version der Beechcraft Super King Air. Sie wird von sämtlichen Teilstreitkräften der US-amerikanischen Streitkräfte und einigen Exportkunden unter anderem als Transport-, Verbindungs- und SIGINT-Flugzeug eingesetzt. Letzteres unter den Namen Guardrail und Cefly Lancer.

## Geschichte

### U-21 (Versionen auf Basis der King Air Model 90 und 100)
Mit der U-21A (Beech Model 65-A90-1) wurde die erste militärische Version eines Queen Air/King Air Hybridmodells im Mai 1967 an die US Army ausgeliefert. Insgesamt wurden 141 Exemplare der U-21A produziert, wovon ein Viertel später für eine Reihe von elektronischen Aufklärungsaufgaben als EU/RU-21 umgebaut wurde. Die erste „wahre“ militärische King-Air-Variante war jedoch die U-21F von 1971. Diese waren quasi zivile King Air Model A100, während die U-21A noch aus dem Rumpf der Beech Queen Air 65-80 und den Tragflächen, dem Leitwerk und Fahrwerk der neueren King Air 65-90 zusammengesetzt war. Die U-21F hatte eine VIP-Innenausstattung für 6 Passagiere. Der Rumpf der King Air A100 war gegenüber dem der King Air 90-Serie um 1,27 m verlängert worden.

### C-12 (Versionen auf Basis der Super King Air Model 200)
Gegenüber der Model 100 hat die Super King Air eine vergrößerte Spannweite, stärkere Triebwerke und ein T-Leitwerk, während der Rumpf weitgehend unverändert blieb. Die ersten militärisch eingesetzten Super King Air waren drei Special-Mission-Flugzeuge mit der Bezeichnung RU-21J, die 1974 an die US Army ausgeliefert wurden. Beech hatte in einem R&D-Auftrag die mit einer Vielzahl von Antennen bestückten Maschinen für das Cefly Lancer-Programm modifiziert. Hiermit sollte das AN/USQ-71 SIGINT-System getestet werden, das als Ersatz für Guardrail dienen sollte. Technische Probleme führten jedoch zum Abbruch des Projekts. Die spätere Bezeichnung für die zu Transportzwecken rückgebauten Flugzeuge war C-12L.
Im August 1974 erhielt Beech den ersten Auftrag zum Bau von 34 C-12A als leicht modifizierte Ausführungen der Super King Air. 20 waren hiervon für die US Army bestimmt und 14 Exemplare erhielt die US Air Force. Zwischen August 1975 1977 erhielten die Army x, die Air Force xxx und die US Navy xx Maschinen. _Im August 1975 erhielt die Army weitere 20 und die Air Force weitere 16 C-12A. Ende 1976 weitere 20 für die Army. 1977 für die Army weiter 20 und 22 für die US Navy._ Die C-12A entsprach weitgehend der zivilen Super-King-Ausführung. Mit der militärisch üblichen Besatzung von zwei Piloten, konnten acht Personen oder die entsprechende Fracht transportiert werden.
Mit Stand 1. Januar 1978 hatte Beech 113 C-12 A an die Army und Air Force ausgeliefert.
Bis zum 1. Juni 1983 waren 204 militärische Exemplare (ohne die drei RU-21J) der Super King Air in fünf Versionen ausgeliefert worden.

### Elektronische Aufklärung - Guardrail
Die erste King-Air-Modifikation für „spezielle elektronische Aufgaben“ (Special Electronic Mission Aircraft, SEMA) war die Variante RU-21D (Model 65-A90-1), die erstmals 1968 im Vietnamkrieg eingesetzt wurde. Im Juli 1971 vergab die National Security Agency (NSA) einen Auftrag an Electromagnetic Systems Laboratories (ESL) zur Entwicklung eines fernbedienbaren luftgestützten Systems zur Fernmeldeaufklärung (Communications Intelligence, COMINT). Anders als bei früheren SIGINT-Systemen benötigte das Guardrail-Verfahren keine Operateure im Flugzeug. Die Ausrüstung im Flugzeug wurde von Technikern in der Bodeneinrichtung bedient und die Daten über einen sicheren Datalink übertragen. Die luftgestützten Sensoren von Guardrail I wurden in drei modifizierte U-21G der US Army eingebaut. Guardrail II, das 1972 in sechs früheren RU-12E installiert wurde, erhielt zusätzlich eine Funkpeileinrichtung.
Guardrail IIA und IV (eine Version III gab es nicht) wurden in modifizierten RU-21E verwendet. Als luftgestützte Komponente von Guardrail V (AN/USD-9 Special Purpose Detecting System) waren 21 U-21G und RU-21D/E/G im Einsatz, die dann die gemeinsame Bezeichnung RU-21H erhielten. Die Flugzeuge wurden 1978 und 1979 in Korea und Westdeutschland stationiert.
Argentinien plant die Beschaffung von neun gebrauchten TC-12B und einer UC-12B, die bis 2024 geliefert werden sollen.

## Varianten

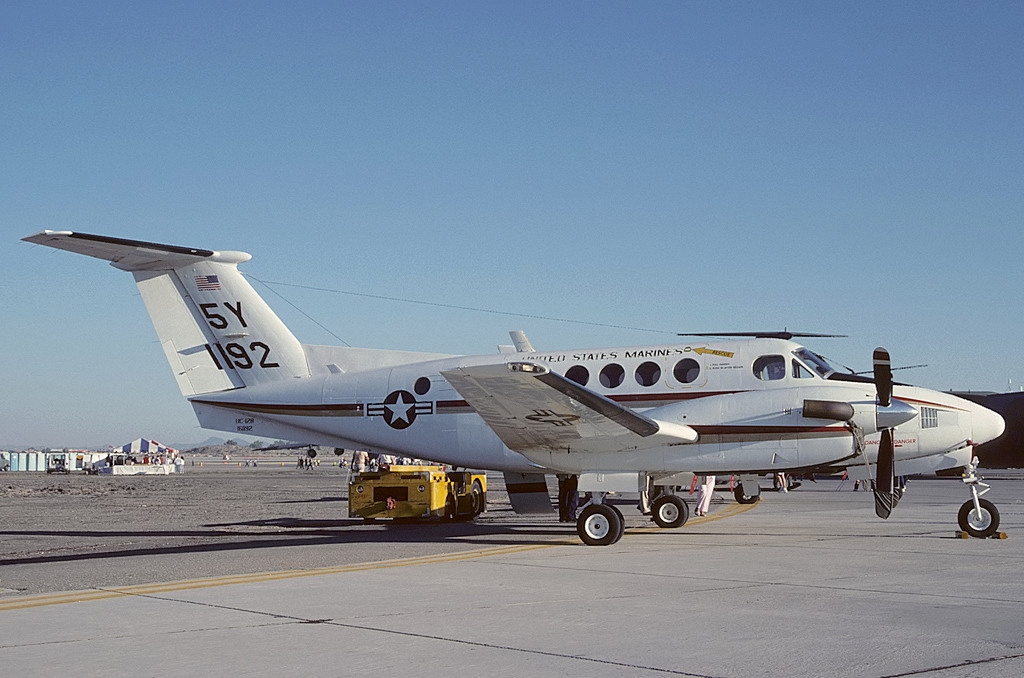
UC-12B des United States Marine Corps

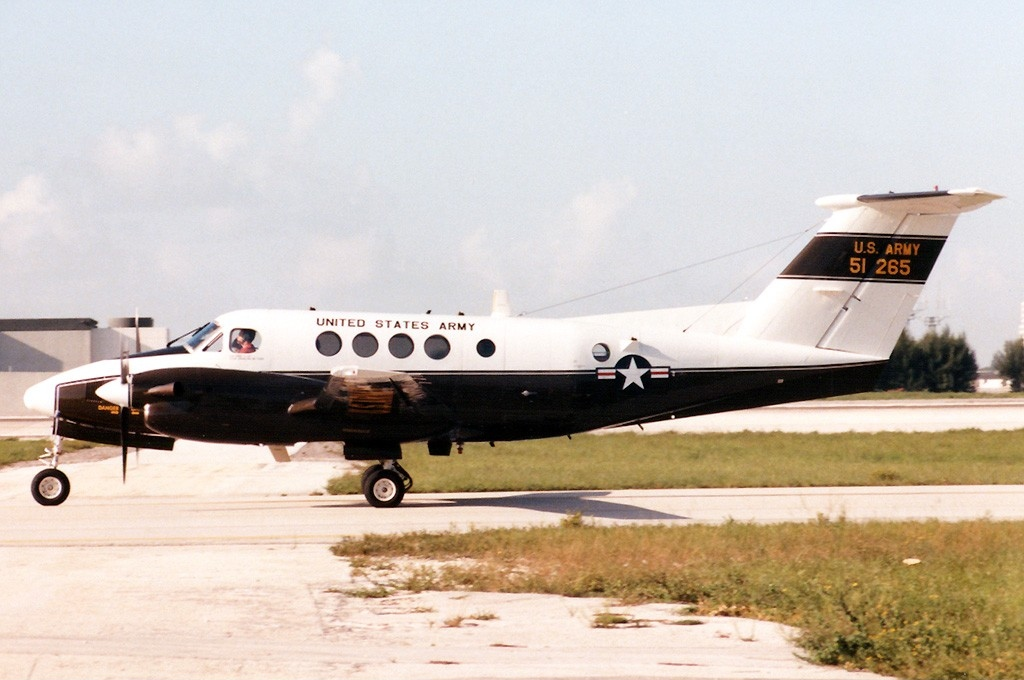
C-12D (wahrscheinlich C-12F1) der US Army (85-1265 gibt es nicht)

RU-21J Cefly Lancer
Die US Army beschaffte 1971 drei Beech Super King Air 200, denen die militärische Bezeichnung RU-21J zugewiesen wurde. Die mit dem AN/USQ-71 Cefly-Lancer-System als SIGINT-Komponente ausgerüsteten Maschinen wurden 1974 ausgeliefert.
C-12A Huron
entspricht dem Model A200, PT6A-38-Triebwerke mit je 750 WPS, 91 Exemplare gebaut (60 für US Army, 30 für US Air Force, 1 für Foreign Military Sales), im Juli 1975 in Dienst gestellt.
UC-12B
Version für die US Navy und USMC, entspricht Model A200C mit seitlicher Frachttür, 66 Exemplare an US Navy ab 1979, davon 20 zu TC-12B umgebaut.
NC-12B
Einzelexemplar als fliegender Prüfstand für den Abwurf von Sonobojen.
TC-12B
20 zu Schulflugzeugen umgebaute UC-12B, vom Chief of Naval Air Training auf der NAS Corpus Christi als Ergänzung der Beechcraft T-44 Pegasus eingesetzt.
C-12C Huron
entspricht C-12A, aber PT6A-41-Triebwerke mit 850 WPS, 1978 wurden 14 Exemplare für die US Army gebaut, noch vorhandene C-12A wurden auf diesen Standard gebracht.
JC-12C
eine C-12C (ex C-12A) erhielt diese Bezeichnung für die Verwendung in Testprogrammen.
 oder C-12F1 (85-51265)
C-12D Huron
entspricht Model A200CT, wie C-12C aber mit seitlicher Frachttür, 33 Exemplare für US Army und sechs für die USAF, 16 Armyexemplare später als SEMA-Plattformen umgebaut und mit verbesserten Guardrail V- oder Crazyhorse- ELINT-Systemen ausgerüstet, fünf für Foreign Military Sales verwendet.
UC-12D
wie C-12D, 6 für US Air Force, 6 für National Guard
RC-12D Improved Guardrail V
entspricht Model A200CT bzw. C-12D, US-Army-Version für Special Missions, im Rahmen des Guardrail-Programms wurden für die elektronische Gefechtsfeldüberwachung in Europa und Süd-Korea AN/URD-9-Systeme nachgerüstet. Antennenanlage ähnlich RU-21J, Beech modifizierte 13 C-12D zur RC-12D IGRV Konfiguration.
JC-12D
Bezeichnung für eine C-12D mit der beim US Army Aviation Technical Test Center eine Reihe von Tests durchgeführt wurde.
C-12E
reservierte Bezeichnung, die aber nicht verwendet wurde.
C-12F
ersetzte als Operational Support Aircraft die CT-39 Sabreliner, 40 Exemplare im September 1983 ursprünglich für 5 Jahre geleast und dem Military Airlift Command zugewiesen, sechs weitere gingen an Air National Guard, Vierblattpropeller und PT6A-42-Turboprops mit je 750 WPS. Diese Version wurde später als C-12F3 bezeichnet. Ab 1985 beschaffte die US Army 12 C-12F1 (A200CT-Zelle mit PT6A-42-Triebwerken und Dreiblattpropellern). Als C-12F2 wurden acht weitere Maschinen von der Army beschafft.
Noch vorhandene C-12F wurden später mit Collins-Avionik ausgerüstet und in C-12T und C-12U umbenannt.
UC-12F
basieren auf dem Model B200C. Die US Navy beschaffte 12 Maschinen, die ab 1986 geliefert wurden.
RC-12F
zwei umgebaute UC-12F. Dienten bis 2001 auf der Kauai Test Facility zur Überwachung des Raketentestgeländes. Mit Litton AN/APS-140/504 Suchradar ausgerüstet.
RC-12G Crazyhorse
basieren auf der C-12D (Model A200CT-Zelle). Externe Konfiguration, interne Systeme und Leistungen ähnlich der RC-12D. Statt der Guardrail-V-Ausrüstung wird das AN/URR-75 Crazyhorse verwendet. 3 Exemplare wurden hergestellt.
JRC-12G
Eine RC-12G wurde nach der Ausmusterung als SIGINT-Flugzeug beim Aviation Technical Test Center der US Army verwendet.
RC-12H Guardrail/Common Sensor System 3 (Minus)
basieren auf der RC-12D (A200CT, PT6A-41-Triebwerke). Mit AN/USD-9B Guardrail/Common Sensor SIGINT-System ausgerüstet. Ab Oktober 1988 eingesetzt. Der Zusatz Minus bezieht sich darauf, dass anfänglich einige elektronische Systeme nicht verfügbar waren, die 1996 nachgerüstet wurden. Sechs Maschinen gebaut.
C-12J
Basieren auf der Beech 1900C. Sechs Exemplare 1986 für die Air National Guard beschafft. Eine weitere Maschine 1996 an die US Army geliefert.
RC-12K Guardrail/Common Sensor System 4
Basieren auf Model A200CT mit PT6A-67-Triebwerken mit 1100 WPS. Ist die luftgestützte Komponente des AN/URD-9D Guardrail/Common Sensor Systems. 9 Exemplare gebaut.
C-12L
Nach Entfernen der SIGINT-Ausrüstung der drei RU-21J wurden diese in C-12L umbenannt und auf dem zivilen Markt verkauft.
C-12M
nichtoffizielle Bezeichnung des Department of Homeland Security für sechs C-12C und King Air 200, die mit See-Suchradar ausgerüstet sind.
UC-12M
Basiert auf dem Model B200C. Unterscheidet sich nur geringfügig durch neuere Avionik von der vorhergehenden Version UC-12F. Die Navy erhielt 1987 das erste von 12 Exemplaren.
RC-12M
Die letzten zwei UC-12M wurden mit einem Suchradar modifiziert und zu Überwachungszwecken vor allem über der Atlantic Fleet Weapons Training Facility eingesetzt.
RC-12N Guardrail/Common Sensor System 1
Basieren auf der Model A200CT/C-12F-Zelle. Den Antrieb liefern PT6A-67-Triebwerke mit je 1200 WPS. Die RC-12N ist die luftgestützte Komponente des AN/USD-9C Guardrail/Common Sensor System 1. 15 C-12F wurden dafür umgerüstet.
RC-12P Guardrail/Common Sensor System 2
Entspricht im Antrieb und Zelle der RC-12N. Neun RC-12P wurden für die Verwendung des AN/USD-9E Guardrail/Common Sensor System 2 beschafft.
RC-12Q Guardrail/Common Sensor System 2
Die drei RC-12Q der US Army waren ebenfalls die luftgestützten Komponenten des AN/USD-9E Guardrail/Common Sensor System 2, die parallel zu den RC-12P eingesetzt wurden. Der Unterschied ist die Verwendung des AN/ARW-87 direct air-to-satellite relay system, dessen Antenne in einer großen Verkleidung auf dem Rumpf untergebracht war.
C-12R Huron
Basiert auf der B200C mit Triebwerken PT6A-42 mit jeweils 850 WPS. Erstflug 1988. Ähnlich der C-12F3, aber mit modifizierter Avionik und einem GPS-System. Die US Army beschaffte insgesamt 29 Exemplare.
C-12S Huron
Basiert auf der King Air 350, deren Rumpf gegenüber dem Model 200 um 0,86 m verlängert wurde.
C-12T Huron
40 C-12F1, F2 und F3 wurden nach umfangreichen Modifikationen der Avionik ab 1. November 1999 als C-12T1, T2 und T3 bezeichnet. Im Jahr 2003 erhielten 39 Exemplare Einrichtungen für ein Global Air Traffic Management und erhielten danach die neue Bezeichnung C-12U.
C-12U Huron
Zusätzlich zu den 39 ehemaligen C-12T, wurden auch 23 C-12F3 modifiziert und als C-12U bezeichnet.
UC-12W
Basiert auf der King Air 350CER, besitzt Raketenwarner und Ausstoßvorrichtungen für Täuschkörper
Die UC-12W ersetzt beim USMC die Varianten UC-12F/M im Verhältnis 1:1. Auslieferung seit 2010, im Dezember 2021 wurde die neunte Maschine an das USMC ausgeliefert.
MC-12W Liberty
Basiert auf der King Air 350, Aufklärungsvariante als Unterstützung für Bodentruppen, die USAF erhielt 13 Exemplare.

## Technische Daten
| Kenngröße             | Beechcraft C-12 Huron                                                            | Beechcraft RC-12D Guardrail                                                      | Beechcraft RC-12F                                                                | Beechcraft RC-12K                                                                | Beechcraft RC-12N                                                                | Beechcraft C-12P                                                                 | Beechcraft C-12F                                                                 | Beechcraft C-12J                       |
| --------------------- | -------------------------------------------------------------------------------- | -------------------------------------------------------------------------------- | -------------------------------------------------------------------------------- | -------------------------------------------------------------------------------- | -------------------------------------------------------------------------------- | -------------------------------------------------------------------------------- | -------------------------------------------------------------------------------- | -------------------------------------- |
| Besatzung             | 2 Piloten + 6 Aufklärungsspezialisten                                            | 2 Piloten + 6 Aufklärungsspezialisten                                            | 2 Piloten + 6 Aufklärungsspezialisten                                            | 2 Piloten + 6 Aufklärungsspezialisten                                            | 2 Piloten + 6 Aufklärungsspezialisten                                            | 2 Piloten + 6 Aufklärungsspezialisten                                            | 2 Piloten + 6 Aufklärungsspezialisten                                            | 2 Piloten + 19 Aufklärungsspezialisten |
| Länge                 | 13,34 m                                                                          | 13,34 m                                                                          | 13,34 m                                                                          | 13,34 m                                                                          | 13,34 m                                                                          | 13,34 m                                                                          | 13,34 m                                                                          | 13,34 m                                |
| Spannweite            | 16,63 m                                                                          | 17,63 m                                                                          |                                                                                  |                                                                                  |                                                                                  |                                                                                  |                                                                                  |                                        |
| Höhe                  | 4,57 m                                                                           | 4,57 m                                                                           | 4,57 m                                                                           | 4,57 m                                                                           | 4,57 m                                                                           | 4,57 m                                                                           | 4,57 m                                                                           | 4,57 m                                 |
| Flügelfläche          | 28,15 m²                                                                         | 28,15 m²                                                                         | 28,15 m²                                                                         | 28,15 m²                                                                         | 28,15 m²                                                                         | 28,15 m²                                                                         | 28,15 m²                                                                         | 28,15 m²                               |
| Flügelstreckung       | 9,8                                                                              |                                                                                  |                                                                                  |                                                                                  |                                                                                  |                                                                                  |                                                                                  |                                        |
| Leermasse             | 3327 kg                                                                          | 3327 kg                                                                          | 3327 kg                                                                          | 3327 kg                                                                          | 3327 kg                                                                          | 3327 kg                                                                          | 3327 kg                                                                          | 3327 kg                                |
| max. Startmasse       | 5885 kg                                                                          | 5885 kg                                                                          | 5885 kg                                                                          | 5885 kg                                                                          | 5885 kg                                                                          | 5885 kg                                                                          | 5885 kg                                                                          | 5885 kg                                |
| Antrieb               | zwei Propeller-Turbinen (Pratt & Whitney) mit einer Leistung von 850 PS (634 kW) | zwei Propeller-Turbinen (Pratt & Whitney) mit einer Leistung von 850 PS (634 kW) | zwei Propeller-Turbinen (Pratt & Whitney) mit einer Leistung von 850 PS (634 kW) | zwei Propeller-Turbinen (Pratt & Whitney) mit einer Leistung von 850 PS (634 kW) | zwei Propeller-Turbinen (Pratt & Whitney) mit einer Leistung von 850 PS (634 kW) | zwei Propeller-Turbinen (Pratt & Whitney) mit einer Leistung von 850 PS (634 kW) | zwei Propeller-Turbinen (Pratt & Whitney) mit einer Leistung von 850 PS (634 kW) | zwei PT6A-42-Turbinen                  |
| Propeller             | 2                                                                                | 2                                                                                | 2                                                                                | 2                                                                                | 2                                                                                | 2                                                                                | 2                                                                                | 2                                      |
| Höchstgeschwindigkeit | 481 km/h in 4265 m über Normal-Null                                              |                                                                                  |                                                                                  |                                                                                  |                                                                                  |                                                                                  |                                                                                  |                                        |
| Reisegeschwindigkeit  | 438 km/h in 9145 m über Normal-Null                                              |                                                                                  | 536 km/h                                                                         |                                                                                  |                                                                                  |                                                                                  | 471 km/h                                                                         |                                        |
| Startstrecke          |                                                                                  |                                                                                  | 786 m                                                                            |                                                                                  |                                                                                  |                                                                                  | 891 m                                                                            |                                        |
| max. Flughöhe         |                                                                                  | 9420 m                                                                           |                                                                                  |                                                                                  |                                                                                  |                                                                                  |                                                                                  |                                        |
| Reichweite            |                                                                                  | 2935 km                                                                          |                                                                                  |                                                                                  |                                                                                  |                                                                                  |                                                                                  |                                        |
| tech. Ausstattung     | Aufklärungs- und Fernerfassungssystem AN/USD-9(V)2 Guardrail V                   | Aufklärungs- und Fernerfassungssystem AN/USD-9(V)2 Guardrail V                   | Aufklärungs- und Fernerfassungssystem AN/USD-9(V)2 Guardrail V                   | Aufklärungs- und Fernerfassungssystem AN/USD-9(V)2 Guardrail V                   | Aufklärungs- und Fernerfassungssystem AN/USD-9(V)2 Guardrail V                   | Aufklärungs- und Fernerfassungssystem AN/USD-9(V)2 Guardrail V                   | Aufklärungs- und Fernerfassungssystem AN/USD-9(V)2 Guardrail V                   |                                        |
| Abbildung             |                                                                                  |                                                                                  |                                                                                  |                                                                                  |                                                                                  |                                                                                  |                                                                                  |                                        |
| Stückzahl             | 200                                                                              | 200                                                                              | 200                                                                              | 200                                                                              | 200                                                                              | 200                                                                              | 200                                                                              | 200                                    |

| Kenngröße             | Super King Air 200                  |
| --------------------- | ----------------------------------- |
| Besatzung             |                                     |
| Länge                 | 13,34 m                             |
| Spannweite            | 17,63 m                             |
| Höhe                  | 4,57 m                              |
| Flügelfläche          | 28,15 m²                            |
| Flügelstreckung       | 11,0                                |
| Leermasse             | 3327 kg                             |
| max. Startmasse       | 5885 kg                             |
| Antrieb               | zwei PT6A-42-Turbinen               |
| Propeller             | 2                                   |
| Höchstgeschwindigkeit | 481 km/h in 4265 m über Normal-Null |
| Reisegeschwindigkeit  | 471 km/h                            |
| Startstrecke          |                                     |
| max. Flughöhe         | 9420 m                              |
| Reichweite            |                                     |
| Abbildung             |                                     |
| Stückzahl             | 4800+                               |

## Zwischenfälle
Bisher kam es nur zu einem Zwischenfall im Jahr 1991 mit Flugzeugen dieses Typs ohne Toten.